# Лимайзавр
Лимайзавр (лат. Limaysaurus, буквально: лимайский ящер) — род завроподовых динозавров из подсемейства Limaysaurinae семейства реббахизаврид, живших в сеноманском веке позднемеловой эпохи. Включает единственный вид — Limaysaurus tessonei. Растительноядное четвероногое животное, достигавшее около 15 метров в длину при массе 7—7,5 тонн и обладавшее строением тела, характерным для всех завропод (длинный хвост, длинная шея с маленькой головой).

## История изучения

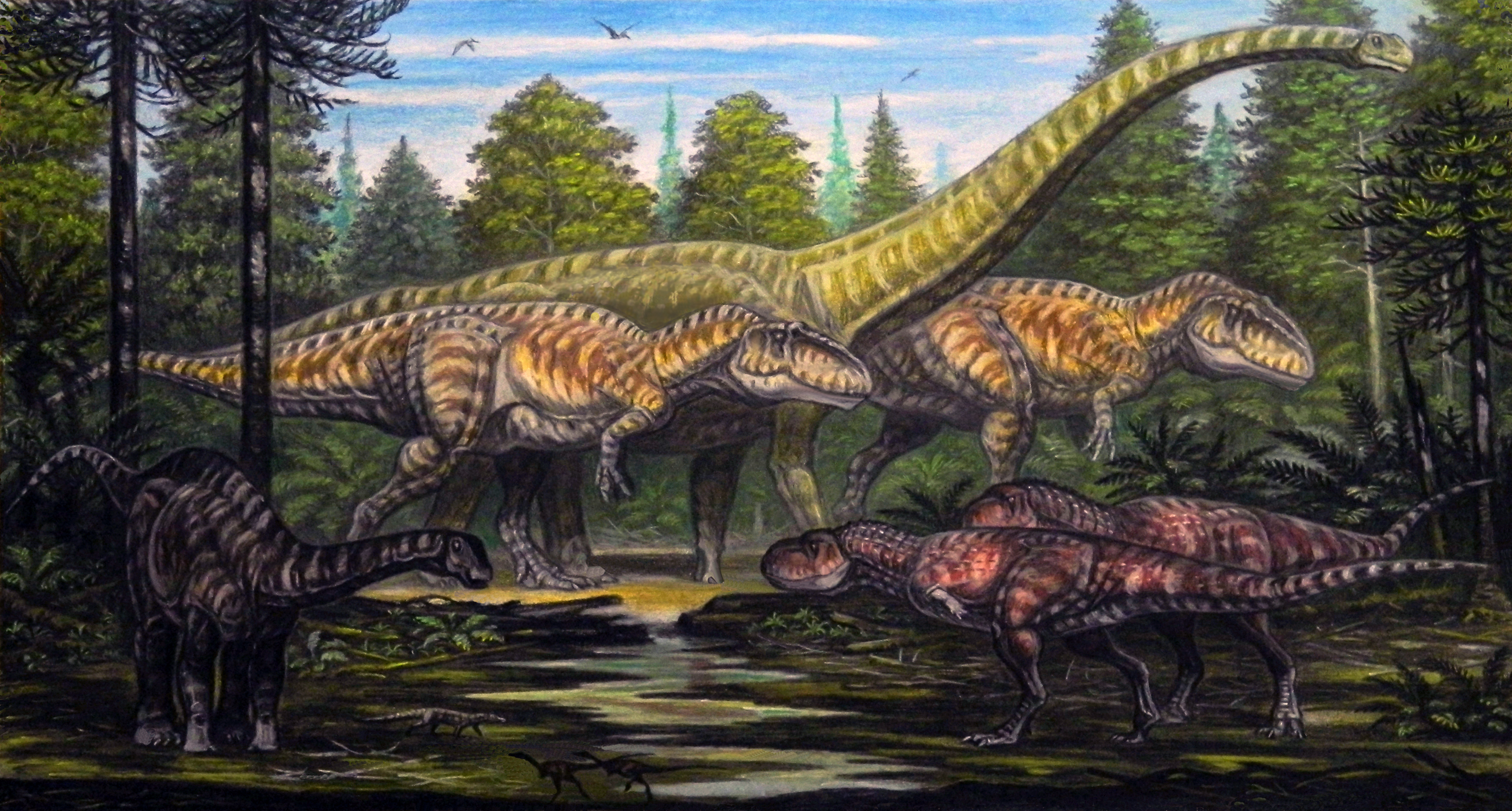
Limaysaurus (спереди слева) в окружении знаменитых аргентинских динозавров

В 1995 году палеонтологи Хорхе Орландо Калво и Леонардо Сальгадо описали новый вид завропод, названный ими Rebbachisaurus tessonei. Позже, в 2004 году, учёные (в том числе Сальгадо) вынесли данный вид в отдельный род, к
оторому дали название Limaysaurus. Название рода дано по реке Лимай (Аргентина), видовое имя tessonei — в честь Лето Тессоне, человека, обнаружившего первый и самый полный образец (голотип MUCPv-205). Данная находка пролила свет на распределение динозавров Гондваны в середине мелового периода. Известны несколько особей лимайзавра, из которых наиболее полным является голотип (80 %), что делает этого завропода одним из наиболее хорошо сохранившихся среди всех, найденных в Южной Америке.

## Описание

Известный материал

Голотип MUCPv-205 представляет собой неполный скелет, включающий задние кости черепа, и был обнаружен в 1988 году Лето Франсиско Тессоне, чьё имя увековечено в названии вида. Позже MUCPv-205 и ещё один образец, MUCPv-206, тоже неполный скелет, попали в коллекцию Хосе Бонапарте. Эти фоссилии происходили из формации Канделерос, которая датируется нижним сеноманом. Более мелкий образец MUCPv-153 был также обнаружен неподалёку, однако он принадлежал к формации Уинкуль, что датируется верхним сеноманом.

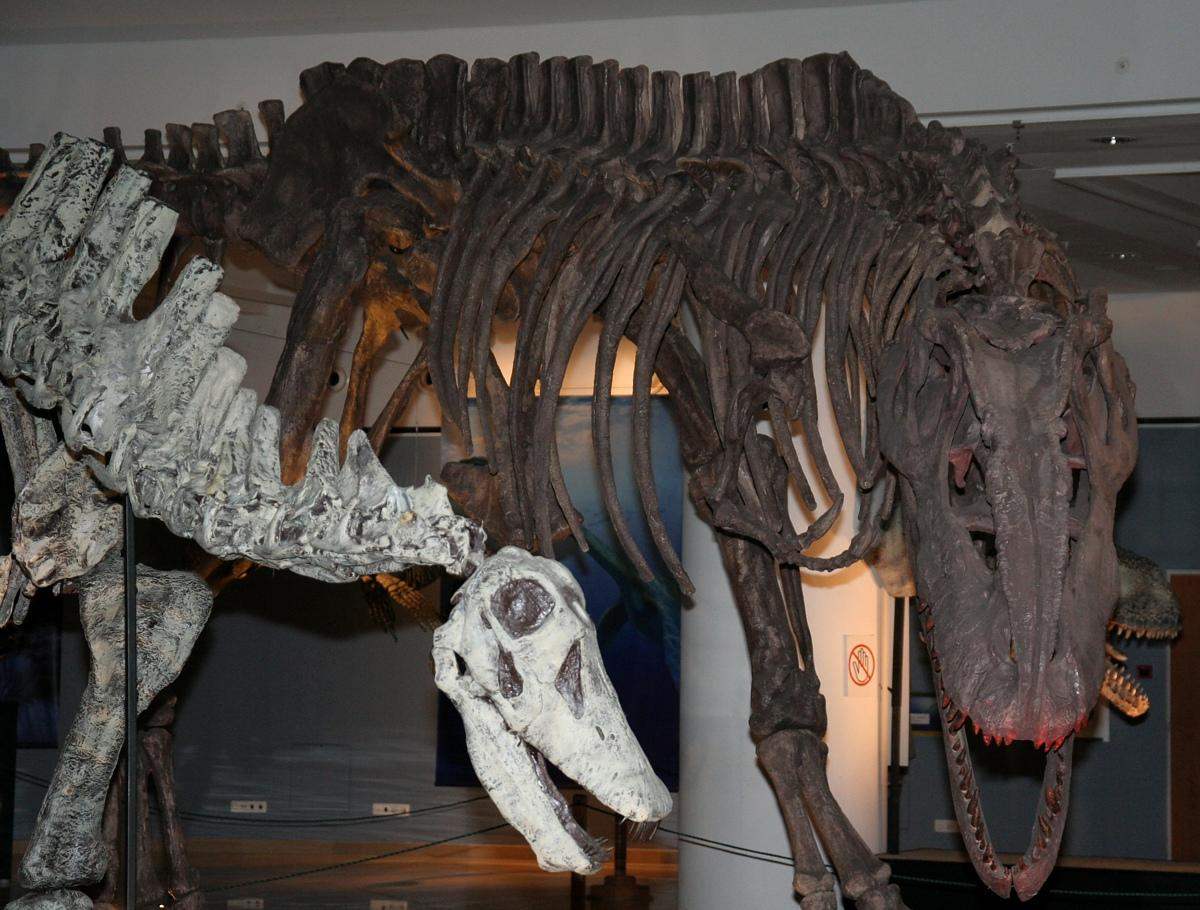
Реконструкции скелетов лимайзавра и гиганотозавра

Лимайзавр — завропод среднего размера. Грегори Пол в 2016 году оценил его длину в 15 м, а массу — в 7 т. По расчётам Рубена Молины-Переса и Асьера Ларраменди (2016), голотип лимайзавра достигал 15 м в длину при высоте бёдер 3,7 м и массе 7,5 т. Лимайзавр отличался длинными остистыми отростками спинных позвонков. Отростки шейных и спинных позвонков не были V-образными, а имели простую удлинённую форму. Также он обладал изогнутыми зубами (в отличие от, например, диплодока, чьи зубы были прямыми). Ещё одна особенность данного ящера — филогенетическое родство с Rebbachisaurus из Марокко. Этот факт подтверждает гипотезу о том, что 100 млн лет назад Южная Америка и Африка были соединены сушей. Свою среду обитания, представлявшую собой равнины с большим количеством мелководных водоёмов, лимайзавр делил с такими динозаврами, как гиганотозавр и Andesaurus. В остатках динозавра были найдены гастролиты — камни, которые тот проглатывал, чтобы перемалывать в желудке жёсткую растительную пищу.

## Систематика
Авторы, описавшие род в 2004 году, отнесли лимайзавра к семейству реббахизаврид, занимающему базальное положение в кладе Diplodocimorpha. Ископаемые остатки представителей семейства находили в меловых отложениях в Европе, Южной Америке и Африке. Кладистический анализ Macronaria (Salgado et al., 2004) показал близкую связь между лимайзавром, африканскими Rebbachisaurus и нигерзавром, а также южноафриканскими Rayososaurus и Cathartesaura.